# Philippscelus gracilis
Philippscelus gracilis – gatunek chrząszcza z rodziny bogatkowatych, podrodziny Agrilinae i plemienia Coraebini.

## Taksonomia
Gatunek ten został opisany w 2009 roku przez Charlesa L. Bellamy i Sadahiro Ohmomo. Holotypem jest samiec. Ponadto wyznaczono 27 paratypów. Nazwa gatunkowa gracilis oznacza smukły i odnosi się do cechy diagnostycznej.

## Opis
Ciało długości od 12,1 do 14,5 mm, podłużno-owalne, prawie cylindryczne. przypłaszczone na wierzchu i od spodu, najszersze w tylnej połowie pokryw. Z wierzchu ubarwienie metalicznie zielone do zielono-złotego z lekkim niebieskim zabarwieniem po bokach. Przedpiersie czarne z metalicznie zielonym dyskiem. Pozostała część brzuszna zielona ze złotawymi zabarwieniami. Czołociemię z bardzo słabym wgłębieniem. Przedplecze szersze niż długie, najszersze w podstawowej ¼. Pokrywy z niewielkim wgłębieniem podstawowym między barkiem a scutellum, tylno-bocznej krawędzi delikatnie piłkowanej, z przedwierzchołkowym wklęśnięciem oraz podłużnymi, prawie równoległymi żeberkami. 
Od innych gatunków z rodzaju Philippscelus wyróżnia się smukłym ciałem i płytkim poprzecznymi zmarszczkami obecnymi na pokrywach tylko w bocznej części dysku.

## Występowanie
Gatunek ten jest endemitem Filipin, znanym dotąd jedynie z wyspy Leyte.